# Banca di Calabria
Banca di Calabria è stata una banca italiana.
La Banca di Calabria, società anonima, fu fondata a Napoli (dove era ubicata la sede centrale) nel 1910 con un capitale iniziale di 2.500.000 lire, suddiviso in 5.000 azioni da 500 lire ciascuna.

## Storia
Progressivamente si affermò anche il legame con il territorio e soprattutto con la regione Calabria, campo d'azione privilegiato della Banca, dati i “legami che ad essa l'uniscono ed i sentimenti dei soci fondatori verso la terra d'origine”.
La sede di Cosenza fu inaugurata nel gennaio del 1913, seguita da quelle di Reggio Calabria nel 1924 e di Crotone nel 1946.
Nel 1972 la Banca di Calabria passò sotto il controllo del Banco di Roma che poco più tardi, su invito della Banca d'Italia, assunse il controllo di altre banche meridionali, assorbite poi dalla stessa Banca di Calabria nel 1977 (Credito Sannite di Benevento, Banca di Credito e Sovvenzioni di Reggio Calabria, Società Bancaria Napoletana di San Giuseppe Vesuviano). Con questa operazione la Banca di Calabria acquisì 19 nuovi sportelli, dislocati nelle province di Roma, Napoli, Benevento, Catanzaro, Cosenza e Reggio Calabria.
Nello stesso anno l'Istituto aprì tre ulteriori sportelli a Matera, Battipaglia e Catanzaro.
Il 18 dicembre 1980 avvenne la fusione tra la Banca di Andria e la Banca di Calabria, che determinò la nascita della Banca Centro Sud, con sede a Napoli e con circa 700 dipendenti e con il capitale sociale di L. 12.900.000.000.

## Attività
L'Istituto poteva “eseguire operazioni bancarie, commerciali, industriali ed operazioni finanziarie di qualsiasi altro genere” (art. 5 dello statuto) e, in particolare: eseguire sconti, aperture di conti correnti, prestiti, anticipazioni su titoli, valori e merci; concedere credito “agrario e marittimo”; ricevere depositi; acquistare e vendere fondi pubblici italiani ed esteri, buoni del tesoro, valori industriali, azioni e obbligazioni; aprire crediti in Italia e all'estero; “assumere qualunque sorta di impresa industriale fondiaria ed agricola, appalti per forniture ed esazioni” (art. 7).
La possibilità di operare all'estero, prevista in vari punti dello statuto, fu subito sfruttata dall'Istituto di credito meridionale dal momento che gli amministratori, nella relazione sul primo esercizio, poterono vantare di essere “in relazione con le principali banche estere, che ci sono state larghe d'appoggio e ci hanno fatto condizioni di favore”.